# B군 신경섬유
B군 신경섬유(group B nerve fiber)는 조지프 얼랭어와 허버트 스펜서 개서가 일반적으로 분류한 세 가지 종류의 신경 섬유 중 하나이다. 이는 중간 정도로 수초화되어 있다. 이는 그룹 A 신경 섬유보다 수초화가 적고 그룹 C 신경 섬유보다 수초화가 더 많다는 것을 의미한다. 이들은 3~14m/s의 중간 정도의 전도 속도를 가지고 있다. 그들은 일반적으로 자율신경계의 일반 내장 구심성 섬유와 신경절전 신경 섬유이다. 그들은 베인브리지 반사(Bainbridge reflex)에서 구심성(afferent)으로 사용된다.

## 같이 보기
- 알파 운동 신경세포
- 베타 운동 신경세포
- 감마 운동 신경세포
- 근방추 (근육방추)
- 방추속근육세포 (방추내근섬유)
- 방추밖근육세포 (방추외근섬유)
- 운동 단위
- Ia형 감각 신경섬유
- II형 감각 신경섬유
- A군 신경섬유
- C군 신경섬유